# III. konstitutionelle Regierung Osttimors

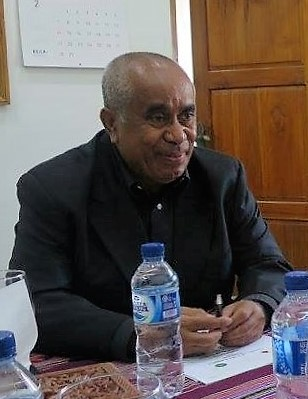
Estanislau da Silva

Die III. konstitutionelle Regierung Osttimors (III Constitutional Government) war die dritte Regierung Osttimors seit der Entlassung Osttimors in die Unabhängigkeit am 20. Mai 2002. Premierminister Estanislau da Silva regierte vom 19. Mai bis zum 8. August 2007.

## Geschichte
Am 19. Mai 2007 trat José Ramos-Horta als Premierminister zurück, nachdem er die Präsidentschaftswahlen in Osttimor 2007 gewonnen hatte. Am 20. Mai 2007 wurde er zum Staatspräsidenten vereidigt. Ihm folgte Estanislau da Silva von der FRETILIN, der zuvor bereits stellvertretender Premierminister und Minister für Landwirtschaft, Forstwirtschaft und Fischerei gewesen war. Er führte sein Amt bis zur Vereidigung der IV. Regierung nach den Parlamentswahlen am 30. Juni 2007.
Adaljíza Magno, stellvertretende Außenministerin übernahm kommissarisch das Amt der Außenministerin.

## Mitglieder der Regierung
| Regierung da Silva 19. Mai 2007 – 8. August 2007 |                                                         |                                                                                       |
| Name                                             | Posten                                                  | Name                                                                                  |
|                                                  | Estanislau da Silva (FRETILIN)                          | Premierminister, Minister für Verteidigung                                            |
|                                                  | Rui Maria de Araújo (parteilos)                         | stellvertretender Premierminister, Minister für Gesundheit                            |
| Minister                                         |                                                         |                                                                                       |
|                                                  | Domingos Maria Sarmento (FRETILIN)                      | Minister für Justiz                                                                   |
|                                                  | Rosária Corte-Real (FRETILIN)                           | Ministerin für Bildung und Kultur                                                     |
|                                                  | Alcino Araújo Baris                                     | Minister für Inneres                                                                  |
|                                                  | Inácio Moreira                                          | Minister für Verkehr und Kommunikation                                                |
|                                                  | Maria Madalena Brites Boavida (FRETILIN)                | Ministerin für Planung und Finanzen                                                   |
|                                                  | Ana Pessoa Pinto (FRETILIN)                             | Ministerin für Staatsadministration                                                   |
|                                                  | Arcanjo da Silva                                        | Minister für Entwicklung                                                              |
|                                                  | Arsénio Paixão Bano                                     | Minister für Arbeit und Solidarität                                                   |
|                                                  | Odete Víctor da Costa                                   | Ministerin für staatliche Bauvorhaben                                                 |
|                                                  | José Teixeira                                           | Minister für Natürliche Ressourcen, Mineralien und Energie                            |
|                                                  | Antoninho Bianco (FRETILIN)                             | Minister für den Ministerrat                                                          |
|                                                  | Francisco Tilman de Sá Benevides (FRETILIN)             | Minister für Landwirtschaft, Forst und Fischerei                                      |
| Vizeminister                                     |                                                         |                                                                                       |
|                                                  | Valentim Ximenes                                        | Vizeminister für Staatsadministration                                                 |
|                                                  | Filomeno Aleixo da Cruz                                 | Vizeminister für Staatsadministration                                                 |
|                                                  | Ilda Maria da Conceição (parteilos)                     | Vizeministerin für Grund- und Mittelschule                                            |
|                                                  | Vítor da Conceição Soares                               | Vizeminister für Technische und höhere Bildung                                        |
|                                                  | José Agostinho Sequeira Somotxo                         | Vizeminister für Inneres                                                              |
|                                                  | Aicha Bassarewan (FRETILIN)                             | Vizeministerin für Planung und Finanzen                                               |
|                                                  | Luís Maria Lobato                                       | Vizeminister für Gesundheit                                                           |
|                                                  | Adaljíza Magno (FRETILIN)                               | Vizeministerin für Außenangelegenheiten und Kooperation kommissarisch Außenministerin |
|                                                  | Raúl da Cunha Mousaco (FRETILIN)                        | Vizeminister für staatliche Bauvorhaben                                               |
|                                                  | António Cepeda                                          | Vizeminister für Entwicklung                                                          |
| Staatssekretäre                                  |                                                         |                                                                                       |
|                                                  | João Baptista Alves                                     | Staatssekretär für Umweltplanung, Territorialordnung und Entwicklung                  |
|                                                  | Gregório José da Conceição Ferreira de Sousa (FRETILIN) | Staatssekretär für den Ministerrat                                                    |
|                                                  | José Maria dos Reis (FRETILIN)                          | Staatssekretär für die Region I (Lautém, Viqueque und Baucau)                         |
|                                                  | Adriano Corte-Real (FRETILIN)                           | Staatssekretär für die Region II (Manatuto, Manufahi, Ainaro)                         |
|                                                  | Carlos da Conceição de Deus (FRETILIN)                  | Staatssekretär für die Region III (Dili, Aileu, Ermera)                               |
|                                                  | Lino de Jesus Torrezão                                  | Staatssekretär für die Region IV (Bobonaro, Cova Lima, Liquiçá)                       |
|                                                  | Albano Salem                                            | Staatssekretär mit Sitz in Oe-Cusse Ambeno                                            |
|                                                  | José Manuel Fernandes                                   | Staatssekretär für Jugend und Sport                                                   |
|                                                  | David Ximenes                                           | Staatssekretär für Veteranen und ehemalige Kämpfer                                    |